# 2026年ミラノ・コルティナダンペッツォオリンピックのトーゴ選手団
2026年ミラノ・コルティナダンペッツォオリンピックのトーゴ選手団は、2026年2月6日から2月22日までイタリアのミラノとコルティナダンペッツォで開催予定の2026年ミラノ・コルティナダンペッツォオリンピックのトーゴ選手団の名簿。トーゴの冬季オリンピック出場は、2018年平昌オリンピック以来8年2大会ぶりとなる予定。

## 選手団
- 人員: 選手 1人

## 種目別選手・スタッフ名簿及び成績

### アルペンスキー
- 男子1名出場予定[1][2]